# Житовецько
Житовецько (пол. Żytowiecko, нім. Seide) — село в Польщі, у гміні Понець Гостинського повіту Великопольського воєводства.
Населення — 436 осіб (2011).
У 1975-1998 роках село належало до Лешненського воєводства.

## Демографія
Демографічна структура станом на 31 березня 2011 року:
|          | Загалом | Допрацездатний вік | Працездатний вік | Постпрацездатний вік |
| -------- | ------- | ------------------ | ---------------- | -------------------- |
| Чоловіки | 217     | 42                 | 154              | 21                   |
| Жінки    | 219     | 45                 | 119              | 55                   |
| Разом    | 436     | 87                 | 273              | 76                   |